# Dusun Witu (taal)
Dusun Witu is een Zuid-taal die wordt gesproken in de Zuidoost-Aziatische eilandenstaat Indonesië. Het Dusun Deyah heeft een twee kleine taalgebiedjes zonder kustlijn, in de provincie Zuid-Kalimantan (d.i. de zuidoostelijke provincie van Kalimantan, het Indonesische deel van Borneo), meer bepaald in de regio's Pendang en Buntokecil ten zuiden van het dorpje Muaratewe (ook gespeld als Muarateweh). Het bovenste gebied is heel klein en cirkelvormig en ligt ingeklemd tussen Bakumpai- (westen) en Tawoyaanstalige (oosten) gebieden. Het zuidelijke gebied, groter en gescheiden van het noordelijke gebied door het Bakumpai, grenst aan Bakumpai- (noorden), Tawoyaans- (oosten) en Ma'anjantalige (zuiden) gebieden.

## Woordenschat
75 % van de woordenschat komt grofweg overeen met de Ma'anjanwoordenschat, 73% met die van het Paku. Beide talen zijn dan ook zeer verwant met het Dusun Witu, een relatie te vergelijken met die van het Afrikaans en het Nederlands.

## Classificatie
- Austronesische talen (1268)
  - Malayo-Polynesische talen (1248)
    - Baritotalen (27)
      - Oost-talen (18)
        - Centraal-Zuid-talen (5)
          - Zuid-talen (4)
            - Dusun Witu

## Evolutie van het aantal sprekers
- 1981: 25 000
- 2003: 5 000

Het aantal sprekers daalt ernstig.

## Verspreiding van de sprekers
- Indonesië: 5 000; 139e gedeelde plaats, 152e gedeelde plaats volgens totaal aantal sprekers

Dusun Pepas · Dusun Witu
Centrale talen: Dusun Deyah

Zuid-talen: Dusun Malang · Dusun Witu · Ma'anjan · Paku